# Camino de plata
Camino de plata es una obra de teatro de Ana Diosdado, estrenada en 1988.

## Argumento
Paula es una mujer madura que siempre había vivido subyugada a la vida familiar con su marido Andrés, hasta que éste decide poner fin al matrimonio y la aconseja que vaya al psicólogo para superar el trance. Fernando, el psicólogo la anima a rehacer su vida y lograr la independencia económica, lo que consigue mediante una empresa de cáterin. Finalmente Paula y Fernando se enamoran. El nacimiento de su nieto, le hace recapacitar y durante un tiempo duda sobre si aceptar la reconciliación que su marido le ha pedido. Sin embargo, recupera finalmente su libertad junto a un nuevo hombre, Fernando. Personaje secundario es el de Carmen, joven enfermera abandonada por su novio, que según descubre a través de la televisión ha caído en la mendicidad.

## Estreno
- Teatro Muñoz Seca, Madrid, 27 de septiembre de 1988.
  - Dirección: Carlos Larrañaga.
  - Música: Teddy Bautista.
  - Intérpretes: Ana Diosdado (Paula), Carlos Larrañaga (Fernando), Silvia Leblanc (Carmen).